# Jan Theys (powerlifter)
Jan Theys (1963) is een Belgisch voormalig powerlifter.

## Levensloop
Theys behaalde bronzen medailles op de Europese kampioenschappen van 1984 in het Noorse Fredrikstad, 1995 in het Russische Moskou en in 1998 in het Finse Sotkamo. Daarnaast werd hij vice-kampioen op het EK van 1985 in het Nederlandse Den Haag. Tevens behaalde hij brons op het wereldkampioenschappen van 1985 in het Finse Espoo.

## Palmares
|         | Categorie | Medaille | Squat   | Bench press | Deadlift | Totaal  |
| ------- | --------- | -------- | ------- | ----------- | -------- | ------- |
| EK 1984 | -67,5kg   | Brons    | 235kg   | 140kg       | 242,5kg  | 617,5kg |
| EK 1985 | -67,5kg   | Zilver   | 252,5kg | 145kg       | 255kg    | 652,5kg |
| WK 1985 | -67,5kg   | Brons    | 250kg   | 152,5kg     | 245kg    | 647,5kg |
| EK 1995 | -75kg     | Brons    | 260kg   | 180kg       | 285kg    | 725kg   |
| EK 1998 | -75kg     | Brons    | 277,5kg | 172,5kg     | 270kg    | 690kg   |